# Parafia Matki Bożej Królowej Polski we Włosani
Parafia Matki Bożej Królowej Polski we Włosani – rzymskokatolicka parafia znajdująca się w archidiecezji krakowskiej, w dekanacie Mogilany, w Polsce. 
Od lipca 2024 roku proboszczem parafii jest ksiądz kanonik Konrad Kozioł. 